# Довжина
Довжина — відстань від точки до точки вздовж деякої лінії,  вимір кривої: для відрізка прямої довжина — відстань між його кінцями, для ламаної — сума довжин її ланок, для інших кривих — верхня границя довжини ламаної лінії, вписаної в цю криву.
У фізиці довжина позначається здебільшого літерами L або l (від англ. length). Одиницею вимірювання довжини в системі SI є метр, в системі СГС — сантиметр. На практиці довжина вимірюється також в інших одиницях, перелік яких наводиться нижче.

## Лінійні розміри тіла
Термін довжина вживається також для позначення одного з лінійних розмірів тіла. Якщо тіло має форму паралелепіпеда, то сторони цього паралелепіпеда зазвичай називають довжиною, шириною й товщиною. Найбільша (найдовша) з цих сторін — довжина. Враховуючи орієнтацію предмета відносно поверхні Землі, його сторони можна назвати висотою, довжиною і товщиною (або шириною). У цьому випадку довжина — більша з горизонтальних сторін. Річки мають довжину русла, ширину і глибину.

## Одиниці довжини
Стандартною одиницею довжини у міжнародній системі одиниць SI є метр і його кратні і частинні похідні: сантиметр, кілометр, міліметр, мікрометр, нанометр та ін. У деяких країнах (Сполучені Штати, Велика Британія) та професіях (поліграфія, морська справа) заведено використовувати традиційні одиниці довжини, такі як милі або ярди.

### Миля
Британською та американською мірою довжини є миля. Крім того, миля застосовується в морській справі.
Використовують два типи миль: морська та сухопутна (статутна). Статутну милю звичайно називають «миля».
1 миля = 1609,344 м
1 миля = 1760 ярдів
1 миля = 5280 футів
1 морська миля = 1852 м

### Пункт
Пункт — британська та американська міра довжини.
1 пункт дорівнює 1/72 дюйма або 0,353 мм. Вживається в поліграфії. Також використовують пункт Дідо та пункт Adobe.

## Довжина у теорії відносності
Згідно зі спеціальною теорією відносності, довжина будь-якого тіла що рухається виглядає меншою у напрямку руху цього тіла в порівнянні з довжиною у власній системі відліку цього тіла. Якщо довжина тіла у власній системі відліку дорівнює {\displaystyle l_{0}}, то його довжина в рухомій системі скорочується до:
{\displaystyle l=l_{0}{\sqrt {1-{\frac {v^{2}}{c^{2}}}}}},
де v — швидкість рухомої системи, c — швидкість світла. Це явище називається лоренцовим скороченням довжини.